# Jeruzalém (obraz)
Jeruzalém (francouzsky Jérusalem) je obraz z roku 1867 od francouzského umělce Jeana-Léona Gérôma. Obraz je znám také jako Golgota, Consumatum Est a Ukřižování (La Crucifixion). 
V popředí malby je vyobrazeno území Golgoty se stíny tří ukřižovaných mužů: Ježíše Krista a dvou zlodějů. Dále vzadu lze spatřit dav lidí, kteří se vzdalují. V pozadí obrazu je město Jeruzalém. Gérôme se při tvorbě obrazu inspiroval dílem Život Ježíše od francouzského spisovatele a historika Ernesta Renana.
Obraz byl představen v rámci Salonu v Paříži roku 1868. Od roku 1990 se nachází v Muzeum Orsay.